# Łodziska
Łodziska (prononciation : [wɔˈd͡ʑiska]) est un village polonais de la gmina de Lelis dans le powiat d'Ostrołęka de la voïvodie de Mazovie dans le centre-est de la Pologne.
Il se situe à environ 6 kilomètres au sud-ouest de Lelis (siège de la gmina), 9 kilomètres au nord-ouest d'Ostrołęka (siège du powiat) et à 108 km au nord de Varsovie (capitale de la Pologne).

## Histoire
De 1975 à 1998, le village appartenait administrativement à la voïvodie d'Ostrołęka.